# Valerio Adami

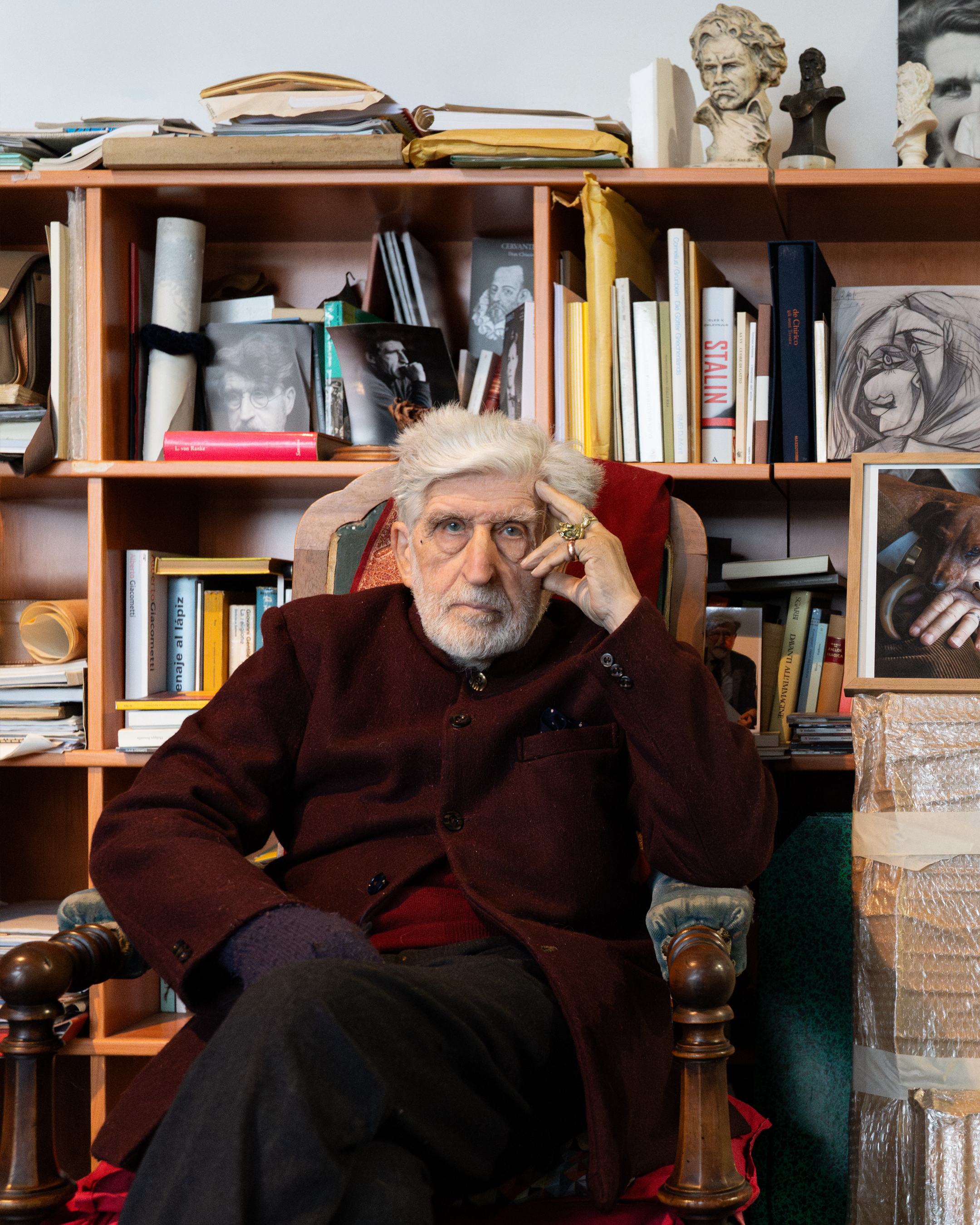
Valerio Adami (2025)

Valerio Adami (* 17. März 1935 in Bologna) ist ein italienischer Maler, der in Paris, Monaco und Meina am Lago Maggiore lebt und arbeitet. Seine Malerei zeigt Einflüsse der Pop-Art, als deren international bekanntester italienischer Vertreter er gilt. In seiner Wahlheimat Frankreich wird er der Narrativen Figuration zugerechnet.

## Leben
Adami begann sich ab 1945 mit der Malerei von Felice Carena zu beschäftigen. Auf Empfehlung von Oskar Kokoschka begann er im Jahr 1951 das Studium an der Accademia di Brera in Mailand. In der Klasse des Neo-Klassizisten Achille Funi befasste er sich bis 1954 vor allem mit klassischem Zeichnen. 1955 zog er nach Paris, wo er künstlerisch von Roberto Matta und Wifredo Lam beeinflusst wurde. Seine erste Einzelausstellung hatte Adami im Jahr 1959 in Mailand. 1962 heiratete er Camilla, wie er Absolventin der Brera-Akademie.
Am Anfang von Adamis künstlerischer Entwicklung stehen expressive Werke im Stil von Comic Strips. Um die Zeit seiner Teilnahme an der documenta III 1964 in Kassel entwickelte er einen eigenen Stil der Malerei, der Reminiszenzen an den französischen Cloisonismus aufweist. Auf der Grundlage einer exakt übertragenen vorbereitenden Zeichnung entwirft Adami jedes Gemälde als System geschlossener schwarzer Umrisslinien, die jeweils einfarbige Flächen (aplats) begrenzen. 1965 nimmt er in Paris an der Ausstellung La Figuration Narrative teil, die diese französische Antwort auf die angelsächsische Pop-Art begründet. In den späten 1960er Jahren erarbeitet er im Chelsea Hotel in New York City eine große Bildserie mit sozialkritisch aufgefassten Großstadtmotiven, mit der er Italien 1968 auf der Biennale von Venedig vertritt. Den Katalogtext schreibt Carlos Fuentes. Durch die revolutionären Ereignisse der Jahre 1967/1968 politisiert, bereiste er Kuba, Mexiko und Venezuela und wandte sich in der Folge verstärkt politischen und zeitgeschichtlichen Themen zu. Im Jahr 1971 drehte er zusammen mit seinem Bruder Giancarlo den Film „Vacances dans le Désert“. Mit dem deutschen Dichter Helmut Heissenbüttel entsteht 1974 in München das Buch „Das Reich“ mit einem Langgedicht und zehn Lithographien zur deutschen Geschichte zwischen 1914 und 1945. Nach einer Reihe von allegorischen Porträts wichtiger Wegbereiter der Moderne (zum Beispiel Friedrich Nietzsche, Sigmund Freud, Walter Benjamin), öffnet sich seine Malerei ab Mitte der siebziger Jahre der abendländischen Geistesgeschichte und Mythologie. Im Jahr 1977 nahm er ein zweites Mal an einer documenta teil, der documenta 6 in der Abteilung Zeichnung.
Von der Kritik als Paradigma einer postmodernen Position in der Malerei erkannt, wurde Adamis Werk vielfach Gegenstand philosophischer Reflexion, namentlich durch Jacques Derrida, Gilles Deleuze, Jean-François Lyotard, Jean Luc Nancy, Michel Onfray, Hubert Damisch, Paolo Fabbri. Viele zeitgenössische Dichter haben mit eigenen Texten auf Adamis „literarische Malerei“ reagiert, so Italo Calvino, Carlos Fuentes, Octavio Paz und Antonio Tabucchi.
Adami ist Mitglied des Collège international de philosophie und Kommandant der Ehrenlegion.
2005 gründete er in Meina, Italien die Fondazione europea del disegno - Fondation Adami. Die Stiftung soll nicht nur seinen künstlerischen Nachlass pflegen, sondern insbesondere die Kulturtechnik des Zeichnens, verstanden in seinem weitesten Sinne als 'Entwurf von einer Sache', erforschen und lehren.
Eine erste Retrospektive seiner Arbeit zeigte bereits 1970 das Musée d’art moderne de la Ville de Paris. Zum fünfzigsten Geburtstag 1985 ehrte ihn das Musée National d’Art Moderne - mit einer großen Rückschau, die in der Folge auch im Palazzo Reale in Mailand gezeigt wurde. Seither folgten weitere Museumsretrospektiven seiner Arbeit, so in Valencia, Tokio, Tel Aviv, Siena, Bochum, Buenos Aires, Florenz, Athen, Locarno, Miami, Ravenna, Turin, Mantua, Perpignan, Wien.
Werke Adamis sind in vielen bedeutenden Museen vertreten, so im Museum of modern Art New York und im Centre Georges-Pompidou Paris.
Adami hat verschiedene Arbeiten im öffentlichen Raum realisiert. Am bekanntesten sind die Ausmalung im Foyer des Théâtre du Châtelet sowie die beiden monumentalen Gemälde in der Bahnhofshalle des Pariser Gare d’Austerlitz. Seine dekorativen Bilder im New York Grill auf der 52ten Etage des Park Hyatt Hotels in Tokyo wurden durch den dort gedrehten Spielfilm Lost in Translation einem weltweiten Publikum bekannt.
Die schottische Whisky-Brennerei Mcallan beauftragte Adami 1993 mit der Gestaltung eines Etiketts für die letzten 12 von insgesamt 40 1986 abgefüllten Flaschen eines Fasses aus dem Jahr 1926. "The Mcallan 1926 Adami" erzielte bei Auktionen mehrfach den Weltrekord der bisher teuersten Flasche, zuletzt am 18. November 2023 bei Sotheby’s mit 2.187.500 Pfund Sterling, umgerechnet rund 2,5 Millionen Euro.
Nach langjähriger Zusammenarbeit mit der Galerie Maeght, später Maeght-Lelong, und einigen Jahren bei der Galerie Marlborough wird Adami seit 2004 von der Pariser Galerie Daniel Templon sowie Galerie Haas Zürich und Galerie Michael Haas Berlin vertreten.
Zitate:
- „Wenn ich einen Klecks machen will, zeichne ich ihn.“
- „Ein Gemälde ist vor allem ein System, um Erinnerungen festzuhalten.“